# NGC 276
NGC 276 es una galaxia espiral barrada de la constelación de Cetus. 
Fue descubierta el 1886 por el astrónomo Frank Müller.